# علی رضاقلی
علی والا مشهور به علی رضاقلی (۱۷ تیر ۱۳۲۶ – ۸ فروردین ۱۴۰۱) پژوهشگر ایرانی حوزه جامعه‌شناسی و علوم سیاسی بود. او با نگارش دو کتاب جامعه‌شناسی خودکامگی و جامعه‌شناسی نخبه‌کشی در صحنه جامعه‌شناسی ایران مطرح شد.

## زندگی
علی رضاقلی در تیر ۱۳۲۶ در شمیران زاده شد. در سال ۱۳۴۶ تحصیل در رشته ادبی را به پایان رساند و در همان سال به رشته علوم سیاسی در دانشکده حقوق دانشگاه تهران راه یافت و در سال ۱۳۵۰ موفق به اخذ دانشنامه کارشناسی شد. در دوران تحصیل در جلسات سخنرانی حسینیه ارشاد شرکت می‌کرد.
پس از خدمت سربازی در سال ۱۳۵۳ جهت ادامه تحصیل به دانشگاه سوربن و سپس مدرسه سیاسی مطالعات عالی
* پاریس رفت و در مقطع کارشناسی ارشد، جامعه‌شناسی سیاسی خواند. پس از انقلاب ۱۳۵۷، پایان‌نامه دکترا را نیمه‌تمام رها کرد و به ایران بازگشت و به‌طور غیررسمی به مطالعه و پژوهش در حوزه جامعه‌شناسی و اقتصاد سیاسی ایران پرداخت.
با وجود اینکه عمده فعالیت‌های پژوهشی و مطالعات علی رضاقلی به صورت غیرآکادمیک صورت می‌گرفت، اما نتایج مطالعات او از سوی مراجع دانشگاهی، استادان و دانشجویان مورد توجه بوده و مورد نقد علمی قرار گرفته و مرجع بسیاری از تحقیقات حوزه علوم انسانی می‌باشند.
علی رضاقلی با «ثریا همت آزاد» (زادهٔ ۱۳۲۳)، نویسنده و شاعر ازدواج کرد که از شاگردان علی شریعتی بود. او دانش‌آموخته تئاتر در فرانسه، قرآن‌پژوه و مولاناپژوه است. «درد عاشقی»، «کدامین آدمی» و «منتخب مثنوی» از آثار اوست. وی دارای سه فرزند دختر به نامهای حنیفا والا، مسیحا والا و مریم (تارا) والا است.
هشتم فروردین‌ماه ۱۴۰۱ در سن ۷۵ سالگی بر اثر ناراحتی قلبی در یکی از بیمارستان‌های تهران از دنیا رفت.

## دیدگاه
علی رضاقلی می‌گوید هیچ راهی برای رهایی اقتصاد ایران از توسعه‌نیافتگی سراغ ندارم جز اینکه اقتصاددان تاریخ بداند، سیاستمدار پاسخ‌گو باشد و مردم ناظر. رضاقلی اقتصاد سیاسی را تاریخی می‌داند. از جهل نئوکلاسیک‌ها در این باره انتقاد می‌کند. شاهنامه یک اثر اقتصاد سیاسی می‌داند و معتقد است بدون خوانش تاریخ و چرخه‌های شوم آن یافتن راه حل برای رهایی از دام توسعه نایافتگی امکان‌پذیر نیست.
او اساس کار خود را از شاهنامه فردوسی و تاریخ طبری شروع کرد تا به این ترتیب نظریه اصلی خود را یعنی توجه به تاریخ برای شناخت بیشتر جامعه و مسائل و پیچیدگی‌های چند وجهی سیاسی، فرهنگی و اقتصادی ابراز نماید. نتیجه این تحقیق و جستجوی فراوان تحلیل جامعه‌شناختی ضحاک ماردوش بود که در قالب کتاب ارزشمند جامعه‌شناسی خودکامگی منتشر گردید و از جمله آثار پرمخاطب و پرفروش حوزه علوم انسانی شد.

## شب علی رضاقلی
مجله بخارا به سردبیری علی دهباشی شبی را به پاسداشت پنجاه سال کوشش‌های علمی و پژوهشی با عنوان «شبِ علی رضاقلی» در روز جمعه ۲۳ فروردین ۱۳۹۸، در دانشکده اقتصاد دانشگاه علامه طباطبایی برگزار کرد. در این شب، تقی آزاد ارمکی، هادی خانیکی، علی دهباشی، محسن رنانی، علی‌اصغر سعیدی، محمدتقی فاضل میبدی، فرشاد مؤمنی و سراج‌الدین وحیدی سخنرانی کردند.

## مشاغل
- عضویت در کمیته انقلاب اسلامی ۱۳۵۷
- فرماندار پاوه در دولت موقت مهدی بازرگان
- فعالیت در استانداری خوزستان در آغاز جنگ تحمیلی
- عضو هیئت مدیره شرکت ملی نفت ایران (۱۳۶۱ تا ۱۳۶۴)
- مدیر امور اداری شرکت ملی نفت (۱۳۶۱ تا ۱۳۶۴)
- مشاور وزیر پست، تلگراف و تلفن (۱۳۶۴ تا ۱۳۷۶)
- مؤسس و رئیس مرکز تحقیقات پست (۱۳۶۷ تا ۱۳۸۷)
- گردآوری و تنظیم درس‌گفتارهای کلاس روش‌شناسی علوم انسانی عبدالکریم سروش و چاپ کتاب درس‌هایی در فلسفه علم الاجتماع
- ارائه سمینارها و سخنرانی‌های علمی و فرهنگی در همایش‌های مختلف علمی

### کتاب‌ها
- جامعه‌شناسی خودکامگی: تحلیل جامعه‌شناختی ضحاک ماردوش، تهران: نشر نی، ۱۳۶۷.
- جامعه‌شناسی نخبه‌کشی قائم‌مقام، امیرکبیر، مصدق: تحلیل جامعه‌شناختی برخی از ریشه‌های تاریخی استبداد و عقب‌ماندگی در ایران، تهران: نشر نی، ۱۳۷۷ (اردیبهشت ۱۳۹۸ به چاپ ۴۴ رسید)[۷]
- اگر نورث ایرانی بود، تهران: مؤسسه غیرانتفاعی مطالعات دین و اقتصاد، نهادگرا، ۱۳۹۸.

### مقاله‌ها
- رضاقلی، علی (بهار ۱۳۷۸). «نقد کتاب جامعه‌شناسی نخبه‌کشی». فصلنامه مطالعات راهبردی (پیاپی ۳): ۲۱۴.
- رضاقلی، علی (پاییز ۱۳۸۴). «تاریخ، توسعه و توسعه نیافتگی (نگرشی تطبیقی به آراء ابن خلدون، مارکس و بازرگان، نورث)». فصلنامه اقتصاد و جامعه (۵): ۸۸.
- رضاقلی، علی (بهار ۱۳۸۵). «نهادهای غارتی در اقتصاد ایران (اگر نورث ایرانی بود)». فصلنامه اقتصاد و جامعه: ۹۶.
- رضاقلی، علی (پاییز ۱۳۸۵). «نمک زندگی». فصلنامه اقتصاد و جامعه (۹): ۸.
- رضاقلی، علی (پاییز و زمستان ۱۳۸۸). «سوراخ کژدم تحلیل تاریخی سعدی از رابطه سیاست و اقتصاد در ایران شرحی بر گلستان». فصلنامه اقتصاد و جامعه. سال ششم (۲۱ و ۲۲): ۱۳۳.
- رضاقلی، علی (بهمن و اسفند ۱۳۸۸). «شرحی بر روحیه ایرانی از مهندس بازرگان و باب اول گلستان سعدی: تو مر خلق را پریشان برای چه می‌کنی؟» (PDF). آئین (۲۶ و ۲۷): ۵۲ تا ۵۹.
- رضاقلی، علی (تیر و مرداد ۱۳۸۹). «توسعه و تله تاریخ» (PDF). دوماهنامه چشم‌انداز ایران.
- رضاقلی، علی (دی و بهمن ۱۳۹۳). «فرهنگ مشوق رانت شومپیتری در برابر فرهنگ مشوق رانت غیرمولد» (PDF). دوماهنامه چشم‌انداز ایران.
- رضاقلی، علی؛ غلامی، سمیرا (اسفند ۱۳۹۳ و فروردین ۱۳۹۴). «فرهنگ تولیدی در مقابل فرهنگ غارتی». دوماهنامه چشم‌انداز ایران (۹۰): ۹۸.

### آثار دیگر
- گردآوری و تنظیم درس‌گفتارهای کلاس روش‌شناسی علوم انسانی عبدالکریم سروش و چاپ کتاب «درس‌هایی در فلسفه علم‌الاجتماع»
- کتاب‌های در دست تألیف و تدوین: جامعه‌شناسی اقتصادی ایران: غارتی یا رقابتی، شرحی بر تاریخ مبارک غازانی به سبک نهادگرایان جدید، تاریخ اقتصاد سیاسی ایران به روایت شاهنامه فردوسی و با روش‌شناسی اقتصاد نهادگرای جدید
- تألیف مقالات مختلف و متعدد علمی در فصلنامه‌های معتبر کشور
- مقالات فرهنگی و سیاسی گوناگون در مطبوعات تخصصی و عمومی
- ارائه سمینارها و سخنرانی‌های علمی و فرهنگی در همایش‌های مختلف علمی